# Advance Publications
Die Advance Publications, Inc. ist ein US-amerikanisches Medienunternehmen mit Sitz in New York City, das Zeitschriften und Magazine publiziert. 

## Organisation und Geschichte
Das Unternehmen ist im Besitz der Familie Newhouse und gehört zu den fünfzig größten privat geführten Unternehmen in den Vereinigten Staaten.
2007 beschäftigte Advance Publications 29.100 Mitarbeiter, Ende 2013 waren es ca. 25.000.
Im März 2020 kaufte Advance Publications von der chinesischen Wanda Group für 730 Millionen US$ die World Triathlon Corporation (WTC: Veranstalter und Träger der Rechte an den Marken Ironman und Ironman 70.3).

## Tochterunternehmen
- Advance Internet
- Advance Publications Newspapers
- Advance Publications Magazines
- American City Business Journals
- Condé Nast Publications
- Fairchild Fashion Group (bis 2014)
- Parade Publications
- Stage Entertainment (seit Ende 2018)
- Reddit, Inc.

## Zeitungen

### Tageszeitungen
- Alabama
  - The Birmingham News (Birmingham)
  - The Huntsville Times (Huntsville)
  - Press-Register (Mobile)
- Pennsylvania
  - The Patriot-News (Harrisburg)
  - Express-Times (Easton)
  - The Allentown Times
- New Jersey
  - The Jersey Journal (Jersey City)
  - The Star-Ledger (Newark)
  - Gloucester County Times (Woodbury)
  - Today's Sunbeam (Salem)
  - Bridgeton Evening News (Bridgeton)
  - The Times (Trenton)
- Mississippi
  - Mississippi Press (Pascagoula)
- Oregon
  - The Oregonian (Portland)
  - The Hillsboro Argus (Hillsboro)
- Ohio
  - The Plain Dealer (Cleveland)
- New York
  - Staten Island Advance (New York City)
  - Syracuse Post Standard (Syracuse)
- Louisiana
  - New Orleans Times Picayune (New Orleans)
- Massachusetts
  - The Republican (Springfield)
  - Sun Newspapers (Cleveland und Akron)
- Michigan
  - Booth Newspapers:
    - Ann Arbor News
    - Bay City Times
    - Flint Journal
    - Grand Rapids Press
    - Jackson Citizen Patriot
    - Kalamazoo Gazette
    - Muskegon Chronicle
    - Saginaw News

### Wirtschaftszeitungen/Periodika
- American City Business Journals
  - Sports Business Journal
  - Sports Business Daily
  - NASCAR Scene
  - NASCAR Illustrated
  - Street & Smiths sports annuals
  - Hemmings Motor News
  - Hemmings Muscle Machines
  - Hemmings Sports and Exotic Car
  - Hemmings Classic Car
  - The Sporting News

## Zeitschriften
- Condé Nast Publications
  - Allure
  - Architectural Digest
  - Bon Appetit
  - Brides
  - House & Garden
  - Conde Nast Traveler
  - Glamour
  - Gourmet
  - GQ
  - Jane
  - Lucky
  - The New Yorker
  - Parade
  - Condé Nast Portfolio
  - Self
  - Tatler
  - Vanity Fair
  - Vogue
  - Wired
  - The World of Interiors
- Fairchild Publications
  - W
  - Women's Wear Daily
  - Daily News Record
  - Footwear News
  - Home Furnishings News
  - HighPoints
  - Executive Technology
  - Children's Business
  - Supermarket News
  - Brand Marketing
  - Salon News
  - Details
  - Elegant Bride
- Weitere
  - Golf Digest
  - Golf for Women
  - Golf World
  - Golf World Business
- Parade Publications
  - Parade